# Beaurepaire-en-Bresse
 Beaurepaire-en-Bresse  es una población y comuna francesa, en la región de Borgoña, departamento de Saona y Loira, en el distrito de Louhans. Es el chef-lieu del cantón de Beaurepaire-en-Bresse.

## Demografía
| 619 | 537 | 522 | 505 | 502 | 515 |
| Para los censos de 1962 a 1999 la población legal corresponde a la población sin duplicidades (Fuente: INSEE [Consultar]) |     |     |     |     |     |